# Iryanthera laevis
Iryanthera laevis är en tvåhjärtbladig växtart som beskrevs av Markgraf. Iryanthera laevis ingår i släktet Iryanthera och familjen Myristicaceae. Inga underarter finns listade i Catalogue of Life.